# Attar (déu)
Attar (en ugarític i llengua sud-aràbiga, ʿṯtr), és una antiga deïtat semita, el qual el nom, funció, i fins i tot gènere ha anat variant segons la cultura.

## Nom i identitat
El nom apareix com a Attar (arameu), Athtar (sud-aràbic), Astar (Abissinia), Ashtar (Moab), Attar (ugaritíc), Astarte a Fenícia i Ixtar a Mesopotàmia. Com en un gènere com en l'altre, Attar és identificat amb el planeta Venus, l'estel del matí i vespertí, en algunes manifestacions de la mitologia semítica. En altres regions del sud, probablement és conegut com a Dhu-Samani.
En la mitologia ugarítica, segons una antiga llegenda, Attar succeeix el tron amb la mort del déu Baal Hadad, però va resultar insuficient i no ho va aconseguir.
Attar també era adorat al sud de Aràbia en temps preislàmics, on era el déu principal del panteó. Allà hauria substituït a l'antiga suprema divinitat semita El.
Com a déu de la guerra, era referit sovint com "El que és valent a la batalla". Un dels seus símbols era la punta d'una llança i l'antílop era el seu animal sagrat. Tenia poder sobre Venus, l'estrella del matí, i es creia que proporcionava a l'ésser humà, aigua.
A l'antiguitat, Aràbia compartia els déus de Mesopotàmia, estan molt a prop de Babilònia, excepte els gèneres i símbols d'aquestes deïtats que es van intercanviar més tard. Per exemple, el déu del Sol "Shamash" es va convertir en la deessa del Sol Shams, i la deessa Ishtar del Sud d'Aràbia va esdevenir el déu de la tempesta Athtar. Aquest fou el déu de la tempesta, dispensant regs naturals en forma de pluja. Athtar també representava fertilitat i aigua, la qual era tan essencial com la fertilitat. Quan representava l'aigua, no només es quedava actuant com a pluja, sinó també per l'útil flux de l'aigua després de la pluja, en el uadi, el curs d'aigua aràbic que està sec, excepte en la temporada de pluges.

## Cultura popular
Attar apareix com al dimoni Ashtar al videojoc Shin Megami Tensei II.